# Espacio vectorial topológico metrizable
En análisis funcional y áreas relacionadas de las matemáticas, un espacio vectorial topológico (EVT) metrizable (o en su caso, pseudometrizable) es un EVT cuya topología es inducida por una métrica (o en su caso alternativo, por una pseudométrica). Un espacio LM es un límite directo de una secuencia de EVT metrizables localmente convexos.

## Pseudométricas y métricas
Una pseudométrica en un conjunto {\displaystyle X} es una aplicación {\displaystyle d:X\times X\rightarrow \mathbb {R} } que satisface las siguientes propiedades:
1. {\displaystyle d(x,x)=0{\text{ para todo }}x\in X};
2. Simetría: {\displaystyle d(x,y)=d(y,x){\text{ para todo }}x,y\in X};
3. Subaditividad: {\displaystyle d(x,z)\leq d(x,y)+d(y,z){\text{ para todo }}x,y,z\in X}.

Una pseudométrica se denomina métrica si satisface:
1. Identidad de los indiscernibles: para todo {\displaystyle x,y\in X}, si {\displaystyle d(x,y)=0} entonces {\displaystyle x=y}.

Ultrapseudométrico
Una aplicación {\displaystyle d} pseudométrica en {\displaystyle X} se denomina ultrapseudométrica o pseudométrica fuerte si satisface:
1. Fuerte/Desigualdad triangular ultramétrica: {\displaystyle d(x,z)\leq \max\{d(x,y),d(y,z)\}{\text{ para todo }}x,y,z\in X}.

Espacio pseudométrico
Un espacio pseudométrico es un par {\displaystyle (X,d)} que consta de un conjunto {\displaystyle X} y de una pseudométrica {\displaystyle d} en {\displaystyle X} tal que la topología de {\displaystyle X} es idéntica a la topología en {\displaystyle X} inducida por {\displaystyle d}. Se denomina a un espacio pseudométrico {\displaystyle (X,d)} un espacio métrico (respectivamente, espacio ultrapseudométrico) cuando {\displaystyle d} es una métrica (respectivamente, una ultrapseudométrica).

### Topología inducida por una pseudométrica
Si {\displaystyle d} es una pseudométrica en un conjunto {\displaystyle X}, entonces una colección de bolas abiertas:
{\displaystyle B_{r}(z):=\{x\in X:d(x,z)<r\}}, ya que {\displaystyle z} abarca {\displaystyle X} y {\displaystyle r>0} abarca los números reales positivos, y forma una base para una topología en {\displaystyle X} que se llama {\displaystyle d}-topología o topología pseudométrica en {\displaystyle X} inducida por {\displaystyle d}.
Convención: Si {\displaystyle (X,d)} es un espacio pseudométrico y {\displaystyle X} se trata como un espacio topológico, a menos que se indique lo contrario, se debe suponer que {\displaystyle X} está dotado de la topología inducida por {\displaystyle d}.
Espacio pseudometrizable
Un espacio topológico {\displaystyle (X,\tau )} se denomina pseudometrizable (respespectivamente, metrizable, ultrapseudometrizable) si existe un {\displaystyle d} pseudométrico (respespectivamente, métrico, ultrapseudométrico) en {\displaystyle X} tal que {\displaystyle \tau } es igual a la topología inducida por {\displaystyle d}.

## Pseudométricas y valores sobre grupos topológicos
Un grupo topológico aditivo es un grupo aditivo dotado de una topología, denominada topología de grupo, bajo la cual la suma y la negación se convierten en operadores continuos.
Una topología {\displaystyle \tau } en un espacio vectorial real o complejo {\displaystyle X} se denomina topología vectorial o topología EVT si hace que las operaciones de suma vectorial y multiplicación escalar sean continuas (es decir, si convierte {\displaystyle X} en un espacio vectorial topológico).
Cada espacio vectorial topológico (EVT) {\displaystyle X} es un grupo topológico conmutativo aditivo, pero no todas las topologías de grupo en {\displaystyle X} son topologías vectoriales. Esto se debe a que, a pesar de hacer que la suma y la negación sean continuas, una topología de grupo en un espacio vectorial {\displaystyle X} puede no lograr que la multiplicación escalar sea continua. Por ejemplo, una topología discreta en cualquier espacio vectorial no trivial hace que la suma y la negación sean continuas, pero no hace que la multiplicación escalar sea continua.

### Pseudométricas invariantes con respecto a la traslación
Si {\displaystyle X} es un grupo aditivo, entonces se dice que una pseudométrica {\displaystyle d} en {\displaystyle X} es invariante a la traslación o simplemente invariante si satisface cualquiera de las siguientes condiciones equivalentes:
1. Simetría traslacional: {\displaystyle d(x+z,y+z)=d(x,y){\text{ para todo }}x,y,z\in X};
2. {\displaystyle d(x,y)=d(x-y,0){\text{ para todo }}x,y\in X}.

### Valor/G-seminorma
Si {\displaystyle X} es un grupo topológico, un valor o G-seminorma en {\displaystyle X} (la G significa grupo) es una aplicación {\displaystyle p:X\rightarrow \mathbb {R} } sobre valores reales con las siguientes propiedades:
1. No negativa: {\displaystyle p\geq 0}
2. Subaditiva: {\displaystyle p(x+y)\leq p(x)+p(y){\text{para todo }}x,y\in X}
3. {\displaystyle p(0)=0}.
4. Simétrica: {\displaystyle p(-x)=p(x){\text{ para todo }}x\in X}

donde se denomina G-seminorma a una g-norma si satisface la condición adicional:
1. Total/Positiva definida: Si {\displaystyle p(x)=0} entonces {\displaystyle x=0}

#### Propiedades de los valores
Si {\displaystyle p} es un valor en un espacio vectorial {\displaystyle X}, entonces:
- {\displaystyle |p(x)-p(y)|\leq p(x-y){\text{ para todo }}x,y\in X}.[3]
- {\displaystyle p(nx)\leq np(x)} y {\displaystyle {\frac {1}{n}}p(x)\leq p(x/n)} para todo {\displaystyle x\in X} y enteros positivos {\displaystyle n}.[4]
- El conjunto {\displaystyle \{x\in X:p(x)=0\}} es un subgrupo aditivo de {\displaystyle X}.[3]

### Equivalencia en grupos topológicos
| Teorema Supóngase que {\displaystyle X} es un grupo conmutativo aditivo. Si {\displaystyle d} es una pseudométrica invariante respecto a la traslación en {\displaystyle X}, entonces la aplicación {\displaystyle p(x):=d(x,0)} es un valor en {\displaystyle X} llamado el valor asociado con {\displaystyle d} y, además, {\displaystyle d} genera una topología de grupo en {\displaystyle X} (es decir, la topología {\displaystyle d} en {\displaystyle X} hace de {\displaystyle X} un grupo topológico). Por el contrario, si {\displaystyle p} es un valor en {\displaystyle X}, entonces la aplicación {\displaystyle d(x,y):=p(x-y)} es una pseudométrica invariante a la traslación en {\displaystyle X} y el valor asociado con {\displaystyle d} es solo {\displaystyle p}. |

### Grupos topológicos pseudometrizables
| Teorema Si {\displaystyle (X,\tau )} es un grupo topológico aditivo conmutativo, entonces lo siguiente es equivalente: 1. {\displaystyle \tau } es inducido por una pseudométrica; (es decir, {\displaystyle (X,\tau )} es pseudometrizable); 2. {\displaystyle \tau } es inducido por una pseudométrica invariante a la traslación; 3. El elemento de identidad en {\displaystyle (X,\tau )} tiene una base de entorno contable. Si {\displaystyle (X,\tau )} es de Hausdorff, entonces la palabra "pseudométrica" en la declaración anterior puede reemplazarse por la palabra "métrica". Un grupo topológico conmutativo es metrizable si y solo si es de Hausdorff y pseudometrizable. |

### Pseudométrica invariante que no induce una topología vectorial
Sea {\displaystyle X} un espacio vectorial real o complejo no trivial (es decir, {\displaystyle X\neq \{0\}}) y sea {\displaystyle d} la métrica trivial invariante de traslación en {\displaystyle X} definida por {\displaystyle d(x,x)=0} y {\displaystyle d(x,y)=1{\text{ para todo }}x,y\in X} tal que {\displaystyle x\neq y}.
La topología {\displaystyle \tau } que {\displaystyle d} induce en {\displaystyle X} es discreta, lo que convierte a {\displaystyle (X,\tau )} en un grupo topológico conmutativo respecto a la suma, pero no forma una topología vectorial en {\displaystyle X} porque {\displaystyle (X,\tau )} es no conexo, aunque cada topología vectorial sea conexa.
Esta circunstancia es debida a que la multiplicación escalar no es continua en {\displaystyle (X,\tau )}.
Este ejemplo muestra que una (pseudo)métrica invariante a la traslación no es suficiente para garantizar una topología vectorial, lo que lleva a definir paranormas y seminormas F.

## Secuencias aditivas
Una colección {\displaystyle {\mathcal {N}}} de subconjuntos de un espacio vectorial se llama aditiva si para cada {\displaystyle N\in {\mathcal {N}}}, existe algún {\displaystyle U\in {\mathcal {N}}} tal que {\displaystyle U+U\subseteq N}.
| Continuidad de la adición en 0 Si {\displaystyle (X,+)} es un group (como lo son todos los espacios vectoriales), {\displaystyle \tau } es una topología en {\displaystyle X}, y {\displaystyle X\times X} está dotado de topología producto, entonces la aplicación de suma {\displaystyle X\times X\to X} (es decir, la aplicación {\displaystyle (x,y)\mapsto x+y}) es continua en el origen de {\displaystyle X\times X} si y solo si el conjunto de entorno del origen en {\displaystyle (X,\tau )} es aditivo. Esta afirmación sigue siendo cierta si la palabra "entorno" se reemplaza por "entorno abierto". |

En consecuencia, todas las condiciones anteriores son necesarias para que una topología forme una topología vectorial.
Las secuencias aditivas de conjuntos tienen la propiedad particularmente conveniente de que definen funciones subaditivas continuas y no negativas de valor real.
En consecuencia, estas funciones se pueden usar para probar muchas de las propiedades básicas de los espacios vectoriales topológicos y también mostrar que un EVT de Hausdorff con una base contable de entorno es metrizable. El siguiente teorema es cierto de manera más general para los grupos topológicos aditivos conmutativos.
| Teorema Sea {\displaystyle U_{\bullet }=\left(U_{i}\right)_{i=0}^{\infty }} una colección de subconjuntos de un espacio vectorial tal que {\displaystyle 0\in U_{i}} y {\displaystyle U_{i+1}+U_{i+1}\subseteq U_{i}} para todo {\displaystyle i\geq 0}. Para todos los {\displaystyle u\in U_{0}}, sea {\displaystyle \mathbb {S} (u):=\left\{n_{\bullet }=\left(n_{1},\ldots ,n_{k}\right)~:~k\geq 1,n_{i}\geq 0{\text{ para todo }}i,{\text{ y }}u\in U_{n_{1}}+\cdots +U_{n_{k}}\right\}}. Defínase {\displaystyle f:X\to [0,1]} por {\displaystyle f(x)=1} si es {\displaystyle x\not \in U_{0}} y en caso contrario, se considera que {\displaystyle f(x):=\inf _{}\left\{2^{-n_{1}}+\cdots 2^{-n_{k}}~:~n_{\bullet }=\left(n_{1},\ldots ,n_{k}\right)\in \mathbb {S} (x)\right\}}. Entonces, {\displaystyle f} es subaditivo (lo que significa que {\displaystyle f(x+y)\leq f(x)+f(y){\text{ para todo }}x,y\in X}) y {\displaystyle f=0} en {\displaystyle \bigcap _{i\geq 0}U_{i}}, por lo que en particular {\displaystyle f(0)=0}. Si todos los {\displaystyle U_{i}} son conjuntos simétricos, entonces {\displaystyle f(-x)=f(x)}, y si todos los {\displaystyle U_{i}} son equilibrados, entonces {\displaystyle f(sx)\leq f(x)} para todos los escalares {\displaystyle s} de modo que {\displaystyle \|s\|\leq 1} y todos los {\displaystyle x\in X}. Si {\displaystyle X} es un espacio vectorial topológico y si todos los {\displaystyle U_{i}} son entornos del origen, entonces {\displaystyle f} es continuo, donde si además {\displaystyle X} es de Hausdorff y {\displaystyle U_{\bullet }} forma una base de entornos equilibradas del origen en {\displaystyle X}, entonces {\displaystyle d(x,y):=f(x-y)} es una métrica que define la topología vectorial en {\displaystyle X}. |

| Demostración |
| Supóngase que {\displaystyle n_{\bullet }=\left(n_{1},\ldots ,n_{k}\right)} siempre denota una secuencia finita de números enteros no negativos y utilice la notación: {\displaystyle \sum 2^{-n_{\bullet }}:=2^{-n_{1}}+\cdots +2^{-n_{k}}\quad {\text{ y }}\quad \sum U_{n_{\bullet }}:=U_{n_{1}}+\cdots +U_{n_{k}}}. Para cualquier número entero {\displaystyle n\geq 0} y {\displaystyle d>2}, {\displaystyle U_{n}\supseteq U_{n+1}+U_{n+1}\supseteq U_{n+1}+U_{n+2}+U_{n+2}\supseteq U_{n+1}+U_{n+2}+\cdots +U_{n+d}+U_{n+d+1}+U_{n+d+1}}. De esto se deduce que si {\displaystyle n_{\bullet }=\left(n_{1},\ldots ,n_{k}\right)} consta de números enteros positivos distintos, entonces {\displaystyle \sum U_{n_{\bullet }}\subseteq U_{-1+\min \left(n_{\bullet }\right)}}. Ahora se demostrará por inducción en {\displaystyle k} que si {\displaystyle n_{\bullet }=\left(n_{1},\ldots ,n_{k}\right)} consta de números enteros no negativos tales como {\displaystyle \sum 2^{-n_{\bullet }}\leq 2^{-M}} para algún número entero {\displaystyle M\geq 0}, entonces {\displaystyle \sum U_{n_{\bullet }}\subseteq U_{M}}. Esto es claramente cierto para {\displaystyle k=1} y {\displaystyle k=2}, así que supóngase que {\displaystyle k>2}, implica que todos los {\displaystyle n_{i}} son positivos. Si todos los {\displaystyle n_{i}} son distintos, entonces se realiza este paso; de lo contrario, se deben seleccionar índices {\displaystyle i<j} distintos, de modo que {\displaystyle n_{i}=n_{j}} y construir {\displaystyle m_{\bullet }=\left(m_{1},\ldots ,m_{k-1}\right)} a partir de {\displaystyle n_{\bullet }} reemplazando cada {\displaystyle n_{i}} con {\displaystyle n_{i}-1} y eliminando el elemento {\displaystyle j^{\text{ésimo}}} de {\displaystyle n_{\bullet }} (todos los demás elementos de {\displaystyle n_{\bullet }} se transfieren a {\displaystyle m_{\bullet }} sin cambios). Se observa que {\displaystyle \sum 2^{-n_{\bullet }}=\sum 2^{-m_{\bullet }}} y {\displaystyle \sum U_{n_{\bullet }}\subseteq \sum U_{m_{\bullet }}} (porque {\displaystyle U_{n_{i}}+U_{n_{j}}\subseteq U_{n_{i}-1}}), por lo que apelando a la hipótesis inductiva se concluye que {\displaystyle \sum U_{n_{\bullet }}\subseteq \sum U_{m_{\bullet }}\subseteq U_{M}}, lo que se buscaba. Está claro que {\displaystyle f(0)=0} y {\displaystyle 0\leq f\leq 1}, así que para probar que {\displaystyle f} es subaditivo, basta probar que {\displaystyle f(x+y)\leq f(x)+f(y)} cuando {\displaystyle x,y\in X} son tales que {\displaystyle f(x)+f(y)<1}, lo que implica que {\displaystyle x,y\in U_{0}}. Si todos los {\displaystyle U_{i}} son simétricos, entonces {\displaystyle x\in \sum U_{n_{\bullet }}} si y solo si {\displaystyle -x\in \sum U_{n_{\bullet }}} de lo cual se deduce que {\displaystyle f(-x)\leq f(x)} y {\displaystyle f(-x)\geq f(x)}. Si todos los {\displaystyle U_{i}} están equilibrados, entonces la desigualdad {\displaystyle f(sx)\leq f(x)} para todos los escalares unitarios {\displaystyle s} tales que {\displaystyle \|s\|\leq 1} se demuestra de manera similar. Debido a que {\displaystyle f} es una función subaditiva no negativa que satisface {\displaystyle f(0)=0}, como se describe en el artículo sobre funcionales sublineales, {\displaystyle f} es uniformemente continua en {\displaystyle X} si y solo si {\displaystyle f} es continua en el origen. Si todos los {\displaystyle U_{i}} son entornos del origen, entonces, para cualquier {\displaystyle r>0}, real, elíjase un número entero {\displaystyle M>1} tal que {\displaystyle 2^{-M}<r}, de modo que {\displaystyle x\in U_{M}} implique que {\displaystyle f(x)\leq 2^{-M}<r}. Si el conjunto de todos los {\displaystyle U_{i}} forma una base equilibrada de entornos del origen, entonces se puede demostrar que para cualquier {\displaystyle n>1}, existe algún {\displaystyle 0<r\leq 2^{-n}} tal que {\displaystyle f(x)<r}, lo que implica que {\displaystyle x\in U_{n}}. {\displaystyle \blacksquare } |

## Paranormas
Si {\displaystyle X} es un espacio vectorial sobre los números reales o los complejos, entonces una paranorma en {\displaystyle X} es una G-seminorma (definida anteriormente) {\displaystyle p:X\rightarrow \mathbb {R} } en {\displaystyle X} que satisface cualquiera de las siguientes condiciones adicionales, cada una de las cuales comienza con "para todas las secuencias {\displaystyle x_{\bullet }=\left(x_{i}\right)_{i=1}^{\infty }} en {\displaystyle X} y todas las secuencias convergentes de escalares {\displaystyle s_{\bullet }=\left(s_{i}\right)_{i=1}^{\infty }}":
1. Continuidad de la multiplicación: si {\displaystyle s} es un escalar y {\displaystyle x\in X} son tales que {\displaystyle p\left(x_{i}-x\right)\to 0} y {\displaystyle s_{\bullet }\to s}, entonces {\displaystyle p\left(s_{i}x_{i}-sx\right)\to 0}.
2. Ambas condiciones:
  - si {\displaystyle s_{\bullet }\to 0} y si {\displaystyle x\in X} es tal que {\displaystyle p\left(x_{i}-x\right)\to 0}, entonces {\displaystyle p\left(s_{i}x_{i}\right)\to 0};
  - si {\displaystyle p\left(x_{\bullet }\right)\to 0} entonces {\displaystyle p\left(sx_{i}\right)\to 0} para cada escalar {\displaystyle s}.
3. Ambas condiciones:
  - si {\displaystyle p\left(x_{\bullet }\right)\to 0} y {\displaystyle s_{\bullet }\to s} para algún escalar {\displaystyle s}, entonces {\displaystyle p\left(s_{i}x_{i}\right)\to 0};
  - si {\displaystyle s_{\bullet }\to 0} entonces {\displaystyle p\left(s_{i}x\right)\to 0{\text{ para todo }}x\in X}.
4. Continuidad separada:[7]
  - si {\displaystyle s_{\bullet }\to s} para algún {\displaystyle s} escalar, entonces {\displaystyle p\left(sx_{i}-sx\right)\to 0} para cada {\displaystyle x\in X};
  - si {\displaystyle s} es un escalar, {\displaystyle x\in X}, y {\displaystyle p\left(x_{i}-x\right)\to 0}, entonces {\displaystyle p\left(sx_{i}-sx\right)\to 0}.

Una paranorma se llama total si además satisface que:
- Total/Positivo definido: {\displaystyle p(x)=0} implica {\displaystyle x=0}.

### Propiedades de las paranormas
Si {\displaystyle p} es una paranorma en un espacio vectorial {\displaystyle X}, entonces la aplicación {\displaystyle d:X\times X\rightarrow \mathbb {R} } definida por {\displaystyle d(x,y):=p(x-y)} es una pseudométrica invariante de traslación en {\displaystyle X}, que define una topología vectorial en {\displaystyle X}.
Si {\displaystyle p} es una paranorma en un espacio vectorial {\displaystyle X}, entonces:
- el conjunto {\displaystyle \{x\in X:p(x)=0\}} es un subespacio vectorial de {\displaystyle X}.[8]
- {\displaystyle p(x+n)=p(x){\text{ para todo }}x,n\in X} con {\displaystyle p(n)=0}.[8]
- Si una paranorma {\displaystyle p} satisface que {\displaystyle p(sx)\leq |s|p(x){\text{ para todo }}x\in X} y los escalares {\displaystyle s}, entonces {\displaystyle p} es absolutamente homogénea (es decir, se mantiene la igualdad)[8] y, por lo tanto, {\displaystyle p} es una seminorma.

### Ejemplos de paranormas
- Si {\displaystyle d} es una pseudométrica invariante de traslación en un espacio vectorial {\displaystyle X} que induce una topología vectorial {\displaystyle \tau } en {\displaystyle X} (es decir, {\displaystyle (X,\tau )} es un EVT), entonces la aplicación {\displaystyle p(x):=d(x-y,0)} define una paranorma continua en {\displaystyle (X,\tau )}. Además, la topología que esta paranorma {\displaystyle p} define en {\displaystyle X} es {\displaystyle \tau }.[8]
- Si {\displaystyle p} es una paranorma en {\displaystyle X}, entonces también lo es la aplicación {\displaystyle q(x):=p(x)/[1+p(x)]}.[8]
- Cada múltiplo escalar positivo de una paranorma (o paranorma total) es nuevamente una paranorma (o, respectivamente, una paranorma total).
- Cada seminorma es una paranorma.[8]
- La restricción de una paranorma (o paranorma total) a un subespacio vectorial es una paranorma (o, respectivamente, una paranorma total).[9]
- La suma de dos paranormas es una paranorma.[8]
- Si {\displaystyle p} y {\displaystyle q} son paranormas en {\displaystyle X}, entonces también lo es {\displaystyle (p\wedge q)(x):=\inf _{}\{p(y)+q(z):x=y+z{\text{ con }}y,z\in X\}}. Además, {\displaystyle (p\wedge q)\leq p} y {\displaystyle (p\wedge q)\leq q}, lo que convierte el conjunto de paranormas en {\displaystyle X} en un retículo condicionalmente completo.[8]
- Cada una de las siguientes aplicaciones de valor real son paranormas en {\displaystyle X:=\mathbb {R} ^{2}}:
  - {\displaystyle (x,y)\mapsto |x|}
  - {\displaystyle (x,y)\mapsto |x|+|y|}
- Las aplicaciones de valor real {\displaystyle (x,y)\mapsto {\sqrt {\left|x^{2}-y^{2}\right|}}} y {\displaystyle (x,y)\mapsto \left|x^{2}-y^{2}\right|^{3/2}} no son una paranorma en {\displaystyle X:=\mathbb {R} ^{2}}.[8]
- Si {\displaystyle x_{\bullet }=\left(x_{i}\right)_{i\in I}} es una base en un espacio vectorial {\displaystyle X}, entonces la aplicación de valor real que hace corresponder {\displaystyle x=\sum _{i\in I}s_{i}x_{i}\in X} (donde todos menos un número finito de los escalares {\displaystyle s_{i}} son 0) a {\displaystyle \sum _{i\in I}{\sqrt {\left|s_{i}\right|}}} es una paranorma en {\displaystyle X}, que satisface {\displaystyle p(sx)={\sqrt {|s|}}p(x)} para todos los {\displaystyle x\in X} y los escalares {\displaystyle s}.[8]
- La función {\displaystyle p(x):=|\sin(\pi x)|+\min\{2,|x|\}} es una paranorma en {\displaystyle \mathbb {R} } que no es equilibrada pero, sin embargo, es equivalente a la norma habitual en {\displaystyle R}. Téngase en cuenta que la función {\displaystyle x\mapsto |\sin(\pi x)|} es subaditiva.[10]
- Sea {\displaystyle X_{\mathbb {C} }} un espacio vectorial complejo y denótese por {\displaystyle X_{\mathbb {R} }} a {\displaystyle X_{\mathbb {C} }} considerado como un espacio vectorial sobre {\displaystyle \mathbb {R} }. Cualquier paranorma en {\displaystyle X_{\mathbb {C} }} es también una paranorma en {\displaystyle X_{\mathbb {R} }}.[9]

## F-seminormas
Si {\displaystyle X} es un espacio vectorial sobre los números reales o los complejos, entonces una F-seminorma en {\displaystyle X} (la letra {\displaystyle F} hace referencia a Fréchet) es una aplicación de valor real {\displaystyle p:X\to \mathbb {R} } con las siguientes cuatro propiedades:
1. No negativo': {\displaystyle p\geq 0}.
2. 'Subaditivo: {\displaystyle p(x+y)\leq p(x)+p(y)} para todos los {\displaystyle x,y\in X}
3. 'Equilibrado: {\displaystyle p(ax)\leq p(x)} para {\displaystyle x\in X} todos los escalares {\displaystyle a} que satisfacen {\displaystyle |a|\leq 1;}
  - Esta condición garantiza que cada conjunto de la forma {\displaystyle \{z\in X:p(z)\leq r\}} o {\displaystyle \{z\in X:p(z)<r\}} para algún {\displaystyle r\geq 0} sea un conjunto equilibrado.
4. Por cada {\displaystyle x\in X}, {\displaystyle p\left({\tfrac {1}{n}}x\right)\to 0} como {\displaystyle n\to \infty }
  - La secuencia {\displaystyle \left({\tfrac {1}{n}}\right)_{n=1}^{\infty }} puede ser reemplazada por cualquier secuencia positiva que converja al cero.[12]

Una seminorma F se denomina norma F' si además satisface:
1. Total/Positiva definida: {\displaystyle p(x)=0} implica {\displaystyle x=0}.

Una seminorma F se llama monótona si satisface:
1. Monótona: {\displaystyle p(rx)<p(sx)} para todos los {\displaystyle x\in X} distintos de cero y todos los {\displaystyle s} y {\displaystyle t} reales de modo que {\displaystyle s<t}.[12]

### EspaciosF-seminormados
Un F-espacio seminormado (o F-espacio normado) es un par {\displaystyle (X,p)} que consta de un espacio vectorial {\displaystyle X} y una F-seminorma (o respectivamente, F-norma) {\displaystyle p} en {\displaystyle X}.
Si {\displaystyle (X,p)} y {\displaystyle (Z,q)} son espacios F seminormados, entonces una aplicación {\displaystyle f:X\to Z} se llama embebido isométrico' si {\displaystyle q(f(x)-f(y))=p(x,y){\text{ para todo }}x,y\in X}.
Cada embebido isométrico de un espacio seminormado F en otro es un embebido topográfico, pero lo contrario no es cierto en general.

### Ejemplos deF-seminormas
- Cada múltiplo escalar positivo de una F-seminorma (o respectivamente F-norma o seminorma) es nuevamente una F-seminorma (o respectivamente, F-norma o seminorma).
- La suma de un número finito de F-seminormas (o respectivamente F-normas) es una F-seminorma (o respectivamente, una F-norma).
- Si {\displaystyle p} y {\displaystyle q} son F-seminormas en {\displaystyle X}, entonces también lo es su supremo puntual {\displaystyle x\mapsto \sup\{p(x),q(x)\}}. Lo mismo ocurre con el supremo de cualquier familia finita no vacía de F-seminormas en {\displaystyle X}.[12]
- La restricción de una F-seminorma (o respectivamente, F-norma) a un subespacio vectorial es una F-seminorma (o respectivamente, una F-norma).[9]
- Una función de valor real no negativo en {\displaystyle X} es una seminorma si y solo si es una F-seminorma convexa, o de manera equivalente, si y solo si es una G-seminorma convexa equilibrada.[10] En particular, cada seminorma es una F-seminorma.
- Para cualquier {\displaystyle 0<p<1}, la aplicación {\displaystyle f} en {\displaystyle \mathbb {R} ^{n}} definida por

{\displaystyle [f\left(x_{1},\ldots ,x_{n}\right)]^{p}=\left|x_{1}\right|^{p}+\cdots \left|x_{n}\right|^{p}}

es una F-norma, pero que no es una norma.
- Si {\displaystyle L:X\to Y} es una aplicación lineal y si {\displaystyle q} es una F-seminorma en {\displaystyle Y}, entonces {\displaystyle q\circ L} es una F-seminorma en {\displaystyle X}.[12]
- Sea {\displaystyle X_{\mathbb {C} }} un espacio vectorial complejo y denótese como {\displaystyle X_{\mathbb {R} }} un {\displaystyle X_{\mathbb {C} }} considerado como un espacio vectorial sobre {\displaystyle \mathbb {R} }. Cualquier F-seminorma en {\displaystyle X_{\mathbb {C} }} también es una F-seminorma en {\displaystyle X_{\mathbb {R} }}.[9]

### Propiedades de las seminormasF
Cada seminorma F es una paranorma y cada paranorma es equivalente a alguna seminorma F.
Cada seminorma F en un espacio vectorial {\displaystyle X} es un valor en {\displaystyle X}. En particular, {\displaystyle p(x)=0}, y {\displaystyle p(x)=p(-x)} para todo {\displaystyle x\in X}.

### Topología inducida por una seminorma únicaF
| Teorema Sea {\displaystyle p} una seminorma F en un espacio vectorial {\displaystyle X}. Entonces, la aplicación {\displaystyle d:X\times X\to \mathbb {R} } definida por {\displaystyle d(x,y):=p(x-y)} es una pseudométrica invariante de traslación en {\displaystyle X} que define una topología vectorial {\displaystyle \tau } en {\displaystyle X}. Si {\displaystyle p} es una norma F, entonces {\displaystyle d} es una métrica. Cuando {\displaystyle X} está dotado de esta topología, entonces {\displaystyle p} es una aplicación continua en {\displaystyle X}. Los conjuntos equilibrados {\displaystyle \{x\in X~:~p(x)\leq r\}}, ya que {\displaystyle r} se extiende sobre los números reales positivos, forman una base de entorno en el origen para esta topología que consiste en un conjunto cerrado. De manera similar, los conjuntos equilibrados {\displaystyle \{x\in X~:~p(x)<r\}}, cuando {\displaystyle r} se extiende sobre los números reales positivos, forman una base de entorno en el origen de esta topología que consta de conjuntos abiertos. |

### Topología inducida por una familia de seminormasF
Supóngase que {\displaystyle {\mathcal {L}}} es una colección no vacía de seminormas F en un espacio vectorial {\displaystyle X} y para cualquier subconjunto finito {\displaystyle {\mathcal {F}}\subseteq {\mathcal {L}}} y cualquier {\displaystyle r>0}, sea
{\displaystyle U_{{\mathcal {F}},r}:=\bigcap _{p\in {\mathcal {F}}}\{x\in X:p(x)<r\}}.
El conjunto {\displaystyle \left\{U_{{\mathcal {F}},r}~:~r>0,{\mathcal {F}}\subseteq {\mathcal {L}},{\mathcal {F}}{\text{ finito }}\right\}} forma una base de filtro en {\displaystyle X} que también forma una base de entorno en el origen para una topología vectorial en {\displaystyle X} denotada por {\displaystyle \tau _{\mathcal {L}}}.. Cada {\displaystyle U_{{\mathcal {F}},r}} es un subconjunto equilibrado y absorbente de {\displaystyle X}.. Estos conjuntos satisfacen que
{\displaystyle U_{{\mathcal {F}},r/2}+U_{{\mathcal {F}},r/2}\subseteq U_{{\mathcal {F}},r}}.
- {\displaystyle \tau _{\mathcal {L}}} es la topología vectorial más aproximada en {\displaystyle X}, lo que hace que cada {\displaystyle p\in {\mathcal {L}}} sea continuo.[12]
- {\displaystyle \tau _{\mathcal {L}}} es de Hausdorff si y solo si para cada {\displaystyle x\in X} distinto de cero, existe algún {\displaystyle p\in {\mathcal {L}}} tal que {\displaystyle p(x)>0}.[12]
- Si {\displaystyle {\mathcal {F}}} es el conjunto de todas las seminormas F continuas en {\displaystyle \left(X,\tau _{\mathcal {L}}\right)}, entonces {\displaystyle \tau _{\mathcal {L}}=\tau _{\mathcal {F}}}.[12]
- Si {\displaystyle {\mathcal {F}}} es el conjunto de todos los supremos puntuales de subconjuntos finitos no vacíos de {\displaystyle {\mathcal {F}}} de {\displaystyle {\mathcal {L}}}, entonces {\displaystyle {\mathcal {F}}} es una familia dirigida de seminormas F y {\displaystyle \tau _{\mathcal {L}}=\tau _{\mathcal {F}}}.[12]

## Combinación de Fréchet
Supóngase que {\displaystyle p_{\bullet }=\left(p_{i}\right)_{i=1}^{\infty }} es una familia de funciones subaditivas no negativas en un espacio vectorial {\displaystyle X}.
La combinación de Fréchet de {\displaystyle p_{\bullet }} se define como la aplicación de valor real
{\displaystyle p(x):=\sum _{i=1}^{\infty }{\frac {p_{i}(x)}{2^{i}\left[1+p_{i}(x)\right]}}}.

### Como unaF-seminorma
Supóngase que {\displaystyle p_{\bullet }=\left(p_{i}\right)_{i=1}^{\infty }} es una secuencia creciente de seminormas en {\displaystyle X} y sea {\displaystyle p} la combinación de Fréchet de {\displaystyle p_{\bullet }}.
Entonces, {\displaystyle p} es una F-seminorma en {\displaystyle X} que induce la misma topología localmente convexa que la familia {\displaystyle p_{\bullet }} de seminormas.
Dado que {\displaystyle p_{\bullet }=\left(p_{i}\right)_{i=1}^{\infty }} es creciente, una base de entornos abiertas del origen consta de todos los conjuntos de la forma {\displaystyle \left\{x\in X~:~p_{i}(x)<r\right\}}, ya que {\displaystyle i} abarca todos los números enteros positivos y {\displaystyle r>0} abarca todos los números reales positivos.
La pseudométrica invariante a la traslación sobre {\displaystyle X} inducida por esta F-seminorma {\displaystyle p} es
{\displaystyle d(x,y)=\sum _{i=1}^{\infty }{\frac {1}{2^{i}}}{\frac {p_{i}(x-y)}{1+p_{i}(x-y)}}}.
Esta métrica para los espacios de secuencias reales y complejas con operaciones puntuales fue descubierta por Maurice Fréchet en su tesis doctoral de 1906.

### Como paranorma
Si cada {\displaystyle p_{i}} es una paranorma, entonces {\displaystyle p} también lo es y, además, {\displaystyle p} induce la misma topología en {\displaystyle X} que la familia {\displaystyle p_{\bullet }} de paranormas.
Esto también se aplica a las siguientes paranormas en {\displaystyle X}:
- {\displaystyle q(x):=\inf _{}\left\{\sum _{i=1}^{n}p_{i}(x)+{\frac {1}{n}}~:~n>0{\text{ es un entero }}\right\}}.[8]
- {\displaystyle r(x):=\sum _{n=1}^{\infty }\min \left\{{\frac {1}{2^{n}}},p_{n}(x)\right\}}.[8]

### Generalización
La combinación de Fréchet se puede generalizar mediante el uso de una función de remetrización acotada.
Una función de remetrización acotada es una aplicación {\displaystyle R:[0,\infty )\to [0,\infty )} continua, no negativa y no decreciente que tiene un rango acotado, es subaditiva (lo que significa que {\displaystyle R(s+t)\leq R(s)+R(t)} para todos los {\displaystyle s,t\geq 0}) y satisface que {\displaystyle R(s)=0} si y solo si {\displaystyle s=0}.
Ejemplos de funciones de remetrización acotadas incluyen {\displaystyle \arctan t}, {\displaystyle \tanh t}, {\displaystyle t\mapsto \min\{t,1\}}, y {\displaystyle t\mapsto {\frac {t}{1+t}}}.
Si {\displaystyle d} es una pseudométrica (respectivamente, métrica) en {\displaystyle X} y {\displaystyle R} es una función de remetrización acotada, entonces {\displaystyle R\circ d} es una pseudométrica acotada (respectivamente, métrica acotada) en {\displaystyle X} que es uniformemente equivalente a {\displaystyle d}.
Supóngase que {\displaystyle p_{\bullet }=\left(p_{i}\right)_{i=1}^{\infty }} es una familia de seminormas F no negativa en un espacio vectorial {\displaystyle X}, {\displaystyle R} es una función de remetrización acotada y {\displaystyle r_{\bullet }=\left(r_{i}\right)_{i=1}^{\infty }} es una secuencia de números reales positivos cuya suma es finita.
Entonces
{\displaystyle p(x):=\sum _{i=1}^{\infty }r_{i}R\left(p_{i}(x)\right)}
define una seminorma F acotada que es uniformemente equivalente a {\displaystyle p_{\bullet }}.
Tiene la propiedad de que para cualquier {\displaystyle x_{\bullet }=\left(x_{a}\right)_{a\in A}} neto en {\displaystyle X}, {\displaystyle p\left(x_{\bullet }\right)\to 0} si y solo si {\displaystyle p_{i}\left(x_{\bullet }\right)\to 0} para todos los {\displaystyle i}.
{\displaystyle p} es una norma F si y solo si {\displaystyle p_{\bullet }} separa puntos en {\displaystyle X}.

## Caracterizaciones

### De (pseudo)métricas inducidas por (semi)normas
Una pseudométrica (resp. métrica) {\displaystyle d} es inducida por una seminorma (resp. norma) en un espacio vectorial {\displaystyle X} si y solo si {\displaystyle d} es invariante de traslación y absolutamente homogéneo, lo que significa que para todos los escalares {\displaystyle s} y todos {\displaystyle x,y\in X}, en cuyo caso la función definida por {\displaystyle p(x):=d(x,0)} es una seminorma (resp. norma) y la pseudométrica (resp. métrica) inducida por {\displaystyle p} es igual a {\displaystyle d}.

### De EVT pseudometrizables
Si {\displaystyle (X,\tau )} es un espacio vectorial topológico (EVT) (donde tenga en cuenta en particular que se supone que {\displaystyle \tau } es una topología vectorial), entonces lo siguiente es equivalente:
1. {\displaystyle X} es pseudometrizable (es decir, la topología vectorial {\displaystyle \tau } es inducida por una pseudometría en {\displaystyle X}).
2. {\displaystyle X} tiene una base de entorno contable en el origen.
3. La topología en {\displaystyle X} es inducida por una pseudométrica invariante a la traslación en {\displaystyle X}.
4. La topología en {\displaystyle X} está inducida por una seminorma F.
5. La topología de {\displaystyle X} está inducida por una paranorma.

### De EVT metrizables
Si {\displaystyle (X,\tau )} es un EVT, lo siguiente es equivalente:
1. {\displaystyle X} es metrizable.
2. {\displaystyle X} es Hausdorff y pseudometrizable.
3. {\displaystyle X} es Hausdorff y tiene una base de entorno contable en el origen.[11][12]
4. La topología en {\displaystyle X} es inducida por una métrica invariante de traslación en {\displaystyle X}.[11]
5. La topología en {\displaystyle X} está inducida por una norma F.[11][12]
6. La topología en {\displaystyle X} está inducida por una norma F monótona.[12]
7. La topología de {\displaystyle X} está inducida por una paranorma total.

| Grupo topológico Si {\displaystyle (X,\tau )} es un espacio vectorial topológico, entonces las tres condiciones siguientes son equivalentes: 1. El origen {\displaystyle \{0\}} está cerrado en {\displaystyle X}, y hay un conjunto numerable basis of neighborhoods para {\displaystyle 0} en {\displaystyle X}. 2. {\displaystyle (X,\tau )} es metrizable (como espacio topológico). 3. Hay un espacio métrico en {\displaystyle X} que induce en {\displaystyle X} la topología {\displaystyle \tau }, que es la topología dada en {\displaystyle X}. Según el teorema de Birkhoff-Kakutani, se deduce que hay un equivalent metric que es invariante en la traslación. |

### EVT pseudometrizables localmente convexos
Si {\displaystyle (X,\tau )} es EVT, entonces lo siguiente es equivalente:
1. {\displaystyle X} es espacio localmente convexo y pseudometrizable.
2. {\displaystyle X} tiene una base de entorno contable en el origen que consta de conjuntos convexos.
3. La topología de {\displaystyle X} es inducida por una familia contable de seminormas (continuas).
4. La topología de {\displaystyle X} es inducida por una secuencia creciente contable de seminormas (continuas) {\displaystyle \left(p_{i}\right)_{i=1}^{\infty }} (creciente significa que para todos {\displaystyle i}, {\displaystyle p_{i}\geq p_{i+1}}.
5. La topología de {\displaystyle X} es inducida por una seminorma F de la forma:
{\displaystyle p(x)=\sum _{n=1}^{\infty }2^{-n}\operatorname {arctan} p_{n}(x)}
donde {\displaystyle \left(p_{i}\right)_{i=1}^{\infty }} son seminormas (continuas) en {\displaystyle X}.[18]

## Cocientes
Sea {\displaystyle M} un subespacio vectorial de un espacio vectorial topológico {\displaystyle (X,\tau )}.
- Si {\displaystyle X} es un EVT pseudometrizable, entonces también lo es {\displaystyle X/M}.[11]
- Si {\displaystyle X} es un EVT pseudometrizable completo y {\displaystyle M} es un subespacio vectorial cerrado de {\displaystyle X}, entonces {\displaystyle X/M} está completo.[11]
- Si {\displaystyle X} es EVT metrizable y {\displaystyle M} es un subespacio vectorial cerrado de {\displaystyle X}, entonces {\displaystyle X/M} es metrizable.[11]
- Si {\displaystyle p} es una seminorma F en {\displaystyle X}, entonces la aplicación {\displaystyle P:X/M\to \mathbb {R} } definida por

{\displaystyle P(x+M):=\inf _{}\{p(x+m):m\in M\}}

es una seminorma F en {\displaystyle X/M} que induce la topología habitual en {\displaystyle X/M}.[11] Si además {\displaystyle p} es una norma F en {\displaystyle X} y si {\displaystyle M} es un subespacio vectorial cerrado de {\displaystyle X} entonces {\displaystyle P} es una norma F en {\displaystyle X}.[11]

## Ejemplos y condiciones suficientes
- Cada seminorma {\displaystyle (X,p)} es pseudometrizable con una pseudométrica canónica dada por {\displaystyle d(x,y):=p(x-y)} para todos los {\displaystyle x,y\in X}.[19].
- Si {\displaystyle (X,d)} es un EVT pseudométrico con un {\displaystyle d}, pseudométrico invariante de traslación, entonces {\displaystyle p(x):=d(x,0)} define una paranorma.[20] Sin embargo, si {\displaystyle d} es una pseudométrica invariante de traslación en el espacio vectorial {\displaystyle X} (sin la condición de adición de que {\displaystyle (X,d)} sea un EVT pseudométrico), entonces {\displaystyle d} no necesita ser ni una seminorma F[21] ni una paranorma.
- Si un EVT tiene una entorno acotada del origen, entonces es pseudometrizable; lo contrario es en general falso.[14]
- Si un EVT de Hausdorff tiene un entorno acotado del origen, entonces es metrizable.[14]
- Supóngase que {\displaystyle X} es un DF-espacio o un LM-espacio. Si {\displaystyle X} es un espacio secuencial, entonces es metrizable o es un espacio DF de Montel.

Si {\displaystyle X} es un EVT localmente convexo de Hausdorff, entonces {\displaystyle X} con una topología fuerte, {\displaystyle \left(X,b\left(X,X^{\prime }\right)\right)}, es metrizable si y solo si existe un conjunto contable {\displaystyle {\mathcal {B}}} de subconjuntos acotados de {\displaystyle X} tales que cada subconjunto acotado de {\displaystyle X} esté contenido en algún elemento de {\displaystyle {\mathcal {B}}}.
El espacio dual fuerte {\displaystyle X_{b}^{\prime }} de un espacio localmente convexo metrizable (como un espacio de Fréchet) {\displaystyle X} es un DF-espacio.
El dual fuerte de un espacio DF es un espacio de Fréchet.
El dual fuerte de un espacio reflexivo de Fréchet es un espacio bornológico.
El bidual fuerte (es decir, el espacio dual fuerte de un espacio dual fuerte) de un espacio localmente convexo metrizable es un espacio de Fréchet.
Si {\displaystyle X} es un espacio metrizable localmente convexo, entonces su dual fuerte {\displaystyle X_{b}^{\prime }} tiene una de las siguientes propiedades, si y solo si tiene todas estas propiedades: (1) bornología, (2) infrabarrilado, (3) barrilado.

### Normabilidad
Un espacio vectorial topológico es seminormable si y solo si tiene un entorno acotado convexo del origen.
Además, un EVT es normable si y solo si es de Hausdorff y seminormable.
Cada EVT metrizable en un espacio vectorial dimensional finito es un espacio localmente convexo EVT completo normal, siendo el EVT isomórfico al espacio euclídeo. En consecuencia, cualquier EVT metrizable que sea normable no debe ser de dimensión infinita.
Si {\displaystyle M} es un EVT localmente convexo metrizable que posee un sistema fundamental contable de conjuntos acotados, entonces {\displaystyle M} es normal.
Si {\displaystyle X} es un espacio localmente convexo de Hausdorff, entonces lo siguiente es equivalente:
1. {\displaystyle X} es normable.
2. {\displaystyle X} tiene una entorno acotado (de von Neumann) del origen.
3. El espacio dual fuerte {\displaystyle X_{b}^{\prime }} de {\displaystyle X} es normal.[28]

y si este espacio localmente convexo {\displaystyle X} también es metrizable, entonces se puede agregar lo siguiente a esta lista:
1. El espacio dual fuerte de {\displaystyle X} es metrizable.[28]
2. El espacio dual fuerte de {\displaystyle X} es un espacio de Fréchet–Urysohn localmente convexo.[23]

En particular, si un espacio localmente convexo metrizable {\displaystyle X} (como un espacio de Fréchet) no es normable, entonces su espacio dual fuerte {\displaystyle X_{b}^{\prime }} no es un espacio de Fréchet–Urysohn y, en consecuencia, este espacio completo localmente convexo de Hausdorff {\displaystyle X_{b}^{\prime }} tampoco es metrizable ni normable.
Otra consecuencia de esto es que si {\displaystyle X} es un EVT localmente convexo reflexivo cuyo dual fuerte {\displaystyle X_{b}^{\prime }} es metrizable, entonces {\displaystyle X_{b}^{\prime }} es necesariamente un espacio de Fréchet reflexivo, {\displaystyle X} es un DF-espacio, tanto {\displaystyle X} como {\displaystyle X_{b}^{\prime }} son necesariamente espacios reticulados ultrabornológicos distinguidos completos de Hausdorff y, además, {\displaystyle X_{b}^{\prime }} es normable si y solo si {\displaystyle X} es normalable si y solo si {\displaystyle X} es un espacio de Fréchet-Urysohn si y solo si {\displaystyle X} es metrizable. En particular, dicho espacio {\displaystyle X} es un espacio de Banach o ni siquiera es un espacio de Fréchet-Urysohn.

## Conjuntos acotados métricamente y conjuntos acotados
Supóngase que {\displaystyle (X,d)} es un espacio pseudométrico y {\displaystyle B\subseteq X}.
El conjunto {\displaystyle B} está limitado métricamente o limitado por {\displaystyle d} si existe un número real {\displaystyle R>0} tal que {\displaystyle d(x,y)\leq R} para todo {\displaystyle x,y\in B};
el {\displaystyle R} más pequeño se denomina diámetro o diámetro {\displaystyle d} de {\displaystyle B}.
Si {\displaystyle B} está acotado en un EVT pseudometrizable {\displaystyle X}, entonces está acotado métricamente. Lo contrario es en general falso, pero es cierto para los EVT metrizables localmente convexos.

## Propiedades de un EVT pseudometrizable
| Teorema Todos los EVT metrizables completos separables de dimensión infinita son homeomorfismos. |

- Cada EVT localmente convexo metrizable es un espacio casibarrilado,[30] un espacio bornológico y un espacio de Mackey.
- Cada EVT pseudometrizable completo es un espacio barrilado y un espacio de Baire (y por lo tanto, no es escaso).[31] Sin embargo, existen espacios de Baire metrizables que no son completos.[31]
- Si {\displaystyle X} es un espacio localmente convexo metrizable, entonces el dual fuerte de {\displaystyle X} es bornológico si y solo si es barrilado, si y solo si es infrabarrilado.[26]
- Si {\displaystyle X} es un EVT pseudometrizable completo y {\displaystyle M} es un subespacio vectorial cerrado de {\displaystyle X}, entonces {\displaystyle X/M} está completo.[11]
- El dual fuerte de un EVT metrizable localmente convexo es un espacio reticulado.[32]
- Si {\displaystyle (X,\tau )} y {\displaystyle (X,\nu )} son EVT metrizables completos (es decir, F-espacios) y si {\displaystyle \nu } es más grueso que {\displaystyle \tau }, entonces {\displaystyle \tau =\nu };[33] ya no se garantiza que esto sea cierto si alguno de estos EVT metrizables no es completo.[34] Dicho de otra manera, si {\displaystyle (X,\tau )} y {\displaystyle (X,\nu )} son F-espacios pero con diferentes topologías, entonces ni {\displaystyle \tau } ni {\displaystyle \nu } contienen al otro como un subconjunto. Una consecuencia particular de esto es, por ejemplo, que si {\displaystyle (X,p)} es un espacio de Banach y {\displaystyle (X,q)} es algún otro espacio normado cuya topología inducida por normas es más fina (o alternativamente, más gruesa) que la de {\displaystyle (X,p)} (es decir, si {\displaystyle p\leq Cq} o si {\displaystyle q\leq Cp} para alguna constante {\displaystyle C>0}), entonces la única manera de que {\displaystyle (X,q)} pueda ser un espacio de Banach (es decir, también estar completo) es si estas dos normas {\displaystyle p} y {\displaystyle q} son equivalentes. Si no son equivalentes, entonces {\displaystyle (X,q)} no puede ser un espacio de Banach.
Como otra consecuencia, si {\displaystyle (X,p)} es un espacio de Banach y {\displaystyle (X,\nu )} es un espacio de Fréchet, entonces la función {\displaystyle p:(X,\nu )\to \mathbb {R} } es continua si y solo si el espacio {\displaystyle (X,\nu )} es de Fréchet y el EVT {\displaystyle (X,p)} (aquí, el espacio de Banach {\displaystyle (X,p)} se considera como un EVT, lo que significa que su norma es "olvidadiza", aunque se recuerda su topología).
- Un espacio localmente convexo metrizable es normable si y solo si su espacio dual fueerte es un  espacio de Fréchet–Urysohn localmente convexo.[23]
- Cualquier producto de EVT metrizables completos es un espacio de Baire.[31]
- Un producto de EVTs metrizables es metrizable si y solo si todos, pero a lo sumo contablemente, muchos de estos EVTs tienen la dimensión {\displaystyle 0}.[35]
- Un producto de EVTs pseudometrizables es pseudometrizable si y solo si todos, pero a lo sumo contablemente, muchos de estos EVTs tienen la topología trivial.
- Cada EVT pseudometrizable completo es un espacio barrilado y un espacio de Baire (y por lo tanto, no escaso).[31]
- La dimensión de un EVT metrizable completo es finita o incontable.[35]

### Integridad
Cada espacio vectorial topológico (y más generalmente, un grupo topológico) tiene un espacio uniforme canónico, inducido por su topología, que permite aplicarle las nociones de completitud y continuidad uniforme.
Si {\displaystyle X} es un EVT metrizable y {\displaystyle d} es una métrica que define la topología de {\displaystyle X}, entonces es posible que {\displaystyle X} esté completo como EVT (es decir, en relación con su uniformidad), pero la métrica {\displaystyle d} no a espacio métrico completo (dichas métricas existen incluso para {\displaystyle X=\mathbb {R} }).
Por lo tanto, si {\displaystyle X} es un EVT cuya topología es inducida por un {\displaystyle d}, pseudométrico, entonces la noción de completitud de {\displaystyle X} (como EVT) y la noción de completitud del espacio pseudométrico {\displaystyle (X,d)} no siempre son equivalentes.
El siguiente teorema da una condición para cuando son equivalentes:
| Teorema Si {\displaystyle X} es un EVT pseudometrizable cuya topología es inducida por una pseudométrica invariante a la traslación {\displaystyle d}, entonces {\displaystyle d} es una pseudométrica completo en {\displaystyle X} si y solo si {\displaystyle X} está completo como EVT. |

| Teorema Sea {\displaystyle d} cualquier métrica en un espacio vectorial {\displaystyle X} tal que la topología {\displaystyle \tau } inducida por {\displaystyle d} en {\displaystyle X} convierte a {\displaystyle (X,\tau )} en un espacio vectorial topológico. Si {\displaystyle (X,d)} es un espacio métrico completo, entonces {\displaystyle (X,\tau )} es un EVT completo. |

| Teorema Si {\displaystyle X} es un EVT cuya topología es inducida por una paranorma {\displaystyle p}, entonces {\displaystyle X} está completo si y solo si para cada secuencia {\displaystyle \left(x_{i}\right)_{i=1}^{\infty }} en {\displaystyle X}, si {\displaystyle \sum _{i=1}^{\infty }p\left(x_{i}\right)<\infty }, y entonces {\displaystyle \sum _{i=1}^{\infty }x_{i}} converge en {\displaystyle X}. |

Si {\displaystyle M} es un subespacio vectorial cerrado de un EVT {\displaystyle X}, pseudometrizable completo, entonces el espacio cociente {\displaystyle X/M} está completo.
Si {\displaystyle M} es un subespacio vectorial completo de un EVT metrizable {\displaystyle X} y si el espacio cociente {\displaystyle X/M} está completo, entonces también lo está {\displaystyle X}.. Si {\displaystyle X} no está completo, entonces {\displaystyle M:=X}, es un subespacio vectorial de {\displaystyle X} que tampoco es completo.
Un grupo topológico separable de Baire es metrizable si y solo si es cósmico.

### Subconjuntos y subsecuencias
- Sea {\displaystyle M} un espacio vectorial topológico metrizable localmente convexo separable, y sea {\displaystyle C} su compleción. Si {\displaystyle S} es un subconjunto acotado de {\displaystyle C}, entonces existe un subconjunto acotado {\displaystyle R} de {\displaystyle X} tal que {\displaystyle S\subseteq \operatorname {cl} _{C}R}.[41]
- Cada subconjunto totalmente acotado de un EVT metrizable localmente convexo {\displaystyle X} está contenido en la envolvente convexa equilibrada cerrada de alguna secuencia en {\displaystyle X} que converge a {\displaystyle 0}.
- En un EVT pseudometrizable, cada bornívoro es un entorno del origen.[42]
- Si {\displaystyle d} es una métrica invariante de traslación en un espacio vectorial {\displaystyle X}, entonces {\displaystyle d(nx,0)\leq nd(x,0)} para todo {\displaystyle x\in X} y cada entero positivo {\displaystyle n}.[43]
- Si {\displaystyle \left(x_{i}\right)_{i=1}^{\infty }} es una secuencia nula (es decir, converge al origen) en un EVT metrizable, entonces existe una secuencia {\displaystyle \left(r_{i}\right)_{i=1}^{\infty }} de números reales positivos que divergen hacia {\displaystyle \infty } tal que {\displaystyle \left(r_{i}x_{i}\right)_{i=1}^{\infty }\to 0}.[43]
- Un subconjunto de un espacio métrico completo está cerrado si y solo si está completo. Si un espacio {\displaystyle X} no está completo, entonces {\displaystyle X} es un subconjunto cerrado de {\displaystyle X} que no está completo.
- Si {\displaystyle X} es un EVT localmente convexo metrizable, entonces para cada subconjunto acotado {\displaystyle B} de {\displaystyle X}, existe un disco {\displaystyle D} acotado en {\displaystyle X} tal que {\displaystyle B\subseteq X_{D}}, y tanto {\displaystyle X} como el espacio normado auxiliar {\displaystyle X_{D}} inducen el mismo subespacio topológico en {\displaystyle B}.[44]

| Teorema de Banach-Saks Si {\displaystyle \left(x_{n}\right)_{n=1}^{\infty }} es una secuencia en un EVT localmente convexo metrizable {\displaystyle (X,\tau )} que converge débilmente con algún {\displaystyle x\in X}, entonces existe una secuencia {\displaystyle y_{\bullet }=\left(y_{i}\right)_{i=1}^{\infty }} en {\displaystyle X} tal que {\displaystyle y_{\bullet }\to x} en {\displaystyle (X,\tau )} y cada {\displaystyle y_{i}} es una combinación convexa de un número finito de {\displaystyle x_{n}}. |

| Condición de numerabilidad de Mackey Supóngase que {\displaystyle X} es un EVT metrizable localmente convexo y que {\displaystyle \left(B_{i}\right)_{i=1}^{\infty }} es una secuencia contable de subconjuntos acotados de {\displaystyle X}. Entonces, existe un subconjunto acotado {\displaystyle B} de {\displaystyle X} y una secuencia {\displaystyle \left(r_{i}\right)_{i=1}^{\infty }} de números reales positivos tales que {\displaystyle B_{i}\subseteq r_{i}B} para todo {\displaystyle i}. |

Serie generalizada'
Como se describe en la sección de series generalizadas de este artículo, para cualquier familia indexada {\displaystyle I} {\displaystyle \left(r_{i}\right)_{i\in I}} de vectores de un EVT {\displaystyle X}, es posible definir su suma {\displaystyle \textstyle \sum \limits _{i\in I}r_{i}} como el límite de la red de sumas parciales finitas {\displaystyle F\in \operatorname {FiniteSubsets} (I)\mapsto \textstyle \sum \limits _{i\in F}r_{i}}, donde el dominio {\displaystyle \operatorname {FiniteSubsets} (I)} es dirigido por {\displaystyle \,\subseteq .\,}.
Si {\displaystyle I=\mathbb {N} } y {\displaystyle X=\mathbb {R} }, por ejemplo, entonces la serie generalizada {\displaystyle \textstyle \sum \limits _{i\in \mathbb {N} }r_{i}} converge si y solo si {\displaystyle \textstyle \sum \limits _{i=1}^{\infty }r_{i}} converge incondicionalmente en el sentido habitual (que para números reales, es equivalente a convergencia absoluta).
Si una serie generalizada {\displaystyle \textstyle \sum \limits _{i\in I}r_{i}} converge en un EVT metrizable, entonces el conjunto {\displaystyle \left\{i\in I:r_{i}\neq 0\right\}} es necesariamente numerable (es decir, finito o infinito numerable). En otras palabras, todos menos un número contable de {\displaystyle r_{i}} serán cero, por lo que esta serie generalizada {\displaystyle \textstyle \sum \limits _{i\in I}r_{i}~=~\textstyle \sum \limits _{\stackrel {i\in I}{r_{i}\neq 0}}r_{i}} es en realidad una suma de un número contable de términos distintos de cero.

### Aplicacións lineales
Si {\displaystyle X} es un EVT pseudometrizable y {\displaystyle A} asigna subconjuntos acotados de {\displaystyle X} a subconjuntos acotados de {\displaystyle Y}, entonces {\displaystyle A} es continuo.
Existen funcionales lineales discontinuos en cualquier EVT pseudometrizable de dimensión infinita. Por lo tanto, un EVT pseudometrizable es de dimensión finita si y solo si su espacio dual continuo es igual a su espacio dual.
Si {\displaystyle F:X\to Y} es una aplicación lineal entre EVT y {\displaystyle X} es metrizable, entonces lo siguiente es equivalente:
1. {\displaystyle F} es continua;
2. {\displaystyle F} es una aplicación acotada (localmente) (es decir, {\displaystyle F} asigna subconjuntos acotados (de von Neumann) de {\displaystyle X} a subconjuntos acotados de {\displaystyle Y});[12]
3. {\displaystyle F} es secuencialmente continua;[12]
4. La imagen bajo {\displaystyle F} de cada secuencia nula en {\displaystyle X} es un conjunto acotado en el que,[12] por definición, una secuencia nula es una secuencia que converge al origen.
5. {\displaystyle F} asigna secuencias nulas a secuencias nulas.

Aplicaciones abiertas y casi abiertas
Teorema: Si {\displaystyle X} es un EVT pseudometrizable completo, {\displaystyle Y} es un EVT de Hausdorff y {\displaystyle T:X\to Y} es una sobreyección lineal cerrada y casi abierta, entonces {\displaystyle T} es una aplicación abierta.
Teorema: Si {\displaystyle T:X\to Y} es un operador lineal sobreyectivo de un espacio localmente convexo {\displaystyle X} sobre un espacio abarrilado {\displaystyle Y} (por ejemplo, cada espacio pseudometrizable completo es abarrilado), entonces {\displaystyle T} es casi abierto.
Teorema: Si {\displaystyle T:X\to Y} es un operador lineal sobreyectivo de un EVT {\displaystyle X} sobre un espacio de Baire {\displaystyle Y}, entonces {\displaystyle T} es casi abierto.
Teorema: Supóngase que {\displaystyle T:X\to Y} es un operador lineal continuo de un EVT {\displaystyle X} pseudometrizable completo sobre un EVT {\displaystyle Y} de Hausdorff. Si la imagen de {\displaystyle T} no es un conjunto escaso en {\displaystyle Y}, entonces {\displaystyle T:X\to Y} es un aplicación abierta sobreyectiva, e {\displaystyle Y} es un espacio metrizable completo.

### Propiedad de ampliación de Hahn-Banach
Un subespacio vectorial {\displaystyle M} de un EVT {\displaystyle X} tiene la propiedad de extensión si cualquier funcional lineal continuo en {\displaystyle M} se puede extender a un funcional lineal continuo en {\displaystyle X}.
Se puede decir que un EVT {\displaystyle X} tiene la propiedad de extensión de Hahn-Banach (PEHB) si cada subespacio vectorial de {\displaystyle X} tiene la propiedad de extensión.
El teorema de Hahn–Banach garantiza que cada espacio localmente convexo de Hausdorff tenga la PEHB.
Para EVT completamente metrizables existe un proceso inverso:
| Teorema Todo EVT metrizable completo con la propiedad de extensión de Hahn-Banach es localmente convexo. |

Si un espacio vectorial {\displaystyle X} tiene una dimensión incontable y si se dota con la mejor topología vectorial, entonces este es un EVT con PEHB que no es localmente convexo ni metrizable.